# Серебряков, Константин Дмитриевич
Константи́н Дми́триевич Серебряко́в (20 марта [1 апреля] 1871, Москва — 14 сентября 1930, Белград) — русский инженер-механик, профессор Белградского университета.

## Биография
Сын купца; родился в Москве 20 марта (1 апреля) 1871 года. Окончил 6-ю Московскую гимназию и физико-математический факультет Московского университета (1893). Отбывал воинскую повинность и в 1894 году был выпущен в чине подпоручика из Алексеевского военного училища. После выхода в отставку с военной службы продолжил образование и в 1899 году окончил Императорское Московское техническое училище со званием инженера-механика.
В 1900 году начал преподавать математику в Екатеринославском горном институте. С января 1903 года преподавал в Харьковском технологическом институте, где руководил практическими занятиями студентов в механической и гидравлической лабораториях. Занимался разработкой проблем прикладной механики и деталей машин.
В 1910 году он занял кафедру прикладной механики в Императорском Московском техническом училище. Одновременно служил конструктором трамвайных вагонов в Управлении московских городских трамваев.
В 1912 году перешёл на должность директора частного медно-прокатного завода «Гловно» в Польше. Публиковался в Известиях Южнорусского общества технологов.
В 1914 году ушёл добровольцем на фронт в чине поручика-артиллериста. В 1915 году вошёл в комиссию по снабжению армии металлами, созданную при Генеральном штабе, был инженером на военно-техническом заводе в Петрограде. С 1918 года преподавал в качестве профессора в Харьковском технологическом институте.
В 1920 году эмигрировал в Югославию, где в том же году стал профессором прикладной механики на технологическом факультете Белградского университета. Состоял товарищем председателя Союза русских инженеров в Югославии, членом Общества русских учёных в Югославии и Русского научного института в Белграде.
Умер в 1930 году. Похоронен на Новом кладбище в Белграде.